# Flucht nach Athena
Flucht nach Athena, bekannt auch als „Helden ohne Gnade“ und im Original als Escape to Athena, ist ein britischer Kriegsfilm aus dem Jahr 1979 von George P. Cosmatos. In den Hauptrollen sind die beiden britischen Schauspieler Roger Moore und David Niven zu sehen. Der Film startete am 27. Februar 1981 in den bundesdeutschen Kinos.

## Handlung
Die Handlung spielt irgendwo auf den griechischen Inseln im Jahre 1944. Der britische Archäologie-Professor Blake, der Amerikaner Nat und der Italiener Rotelli werden nach einem missglückten Ausbruchsversuch während einer Suchaktion von Wehrmacht und SS ins Gefangenenlager gebracht. Sie werden vom Lagerkommandanten Hecht zwar bestraft, was SS-Major Volkmann aber als zu milde ansieht. Zur gleichen Zeit werden zwei neue Gefangene, Dottie Del Mar und ihr Kabarettkollege Charlie, in Hechts Lager gebracht. Dottie erweckt sofort die Leidenschaft Hechts, der sie fürstlich einquartieren lässt. Charlie derweil macht die Bekanntschaft mit Blake und seinen Kameraden, die planen, das Lager zu übernehmen und mit Hilfe des von Zeno geführten Widerstandes den U-Boot Hafen einzunehmen. Charlie steigt in das Unternehmen nur zögernd ein. Während er und Dottie die Offiziere mit einer Show ablenken, überwältigen Blake und seine Helfer die Wachen des Lagers bzw. setzen die Soldaten mit einem Abführmittel außer Gefecht.
Zeno, der Anführer des griechischen Widerstandes, versteckt sich in einem von seiner Freundin Eleana geführten Bordell. Er erwartet die Invasion der Alliierten, um loszuschlagen. Als die Alliierten ihre Pläne ändern, beginnt Zeno allein eine Befreiungsaktion seiner Insel mit Hilfe von Professor Blake. Nachdem Blake das Lager übernommen hat, stellt Zeno Major Hecht vor die Entscheidung, für oder gegen ihn zu sein. Hecht schließt sich den Widerständlern an und berichtet SS-Major Volkmann im Dorf, dass alles in Ordnung sei. Zenos Ziel ist jedoch ein ganz anderes: das Kloster der Insel. Dort wurden die Mönche von den Deutschen eingesperrt und ihr Gebäude als Sender umfunktioniert. Mit Rotelli, Charlie und Nat geht Zeno, nachdem sie Volkmann und seine SS-Truppe ausgeschaltet haben, hinauf. Sie müssen feststellen, dass die Deutschen das Kloster mit elektrischen Maschendraht gesichert haben. Währenddessen übernehmen Hecht und Blake das U-Boot-Lager, wobei sich Hecht einen Kampf mit den Kampftauchern der Kriegsmarine liefert.
Doch es kommt noch heftiger auf dem Kloster. Nachdem Zeno und seine Männer die Wachen und die Funkstation ausgeschaltet haben, wird ein futuristisch gekleidetes Kommando alarmiert, das den Auftrag hat, mit einer V2-Rakete die Insel zu verteidigen. Sie können das Kommando ausschalten, ohne die Rakete zu beschädigen, und versuchen, den Klosterschatz, goldene Ikonenplatten, zu finden, auf den es Rotelli und Charlie abgesehen haben. Zeno derweil erkennt aber, dass die Deutschen die Selbstzerstörung des Klosters eingeleitet haben, und gibt Nat den Auftrag, die Mönche zu befreien. In letzter Sekunde können sie entkommen und stellen fest, dass das Gold verschwunden ist. Als die Bewohner ihre Befreiung feiern, erzählen die Mönche Blake, Charlie und Rotelli, dass die Schätze die ganze Zeit im Bordell gelagert wurden, worauf Hecht, Charlie und Dottie beschließen, nach dem Krieg ein Kunsthandelsunternehmen in der Schweiz zu gründen. Am Abspann des Films folgt eine Überleitung in die Gegenwart, in der man sieht, dass das ehemalige Bordell nun ein Museum für Byzantinische Kunst wurde, in der die Ikonenplatten aus dem Kloster ausgestellt werden.

## Synchronisation
| Rolle              | Darsteller        | Synchronsprecher  |
| ------------------ | ----------------- | ----------------- |
| Major Otto Hecht   | Roger Moore       | Niels Clausnitzer |
| Zeno               | Telly Savalas     | Edgar Ott         |
| Professor Blake    | David Niven       | Herbert Stass     |
| Nat Judson         | Richard Roundtree | Manfred Lehmann   |
| Charlie            | Elliott Gould     | Joachim Kemmer    |
| Rotelli            | Sonny Bono        | Uwe Paulsen       |
| Dottie             | Stefanie Powers   | Uta Hallant       |
| Eleana             | Claudia Cardinale | Marianne Lutz     |
| Unteroffizier Mann | Michael Sheard    | Gerd Duwner       |
| SS-Major Volkmann  | Anthony Valentine | Wolfgang Pampel   |

## Kritiken
Das Lexikon des internationalen Films schrieb, der Film sei „abenteuerlich-bunt“ und „ebenso läppisch wie fragwürdig“. Seine „märchenhaften Unwahrscheinlichkeiten“ würden „häufig unfreiwillig komisch“ wirken.
Vincent Canby schrieb in der Zeitung The New York Times (8. Juni 1979), der Regisseur George P. Cosmatos habe keinen Sinn für Humor. Die Actionszenen würden albern wirken.